# Gainclone

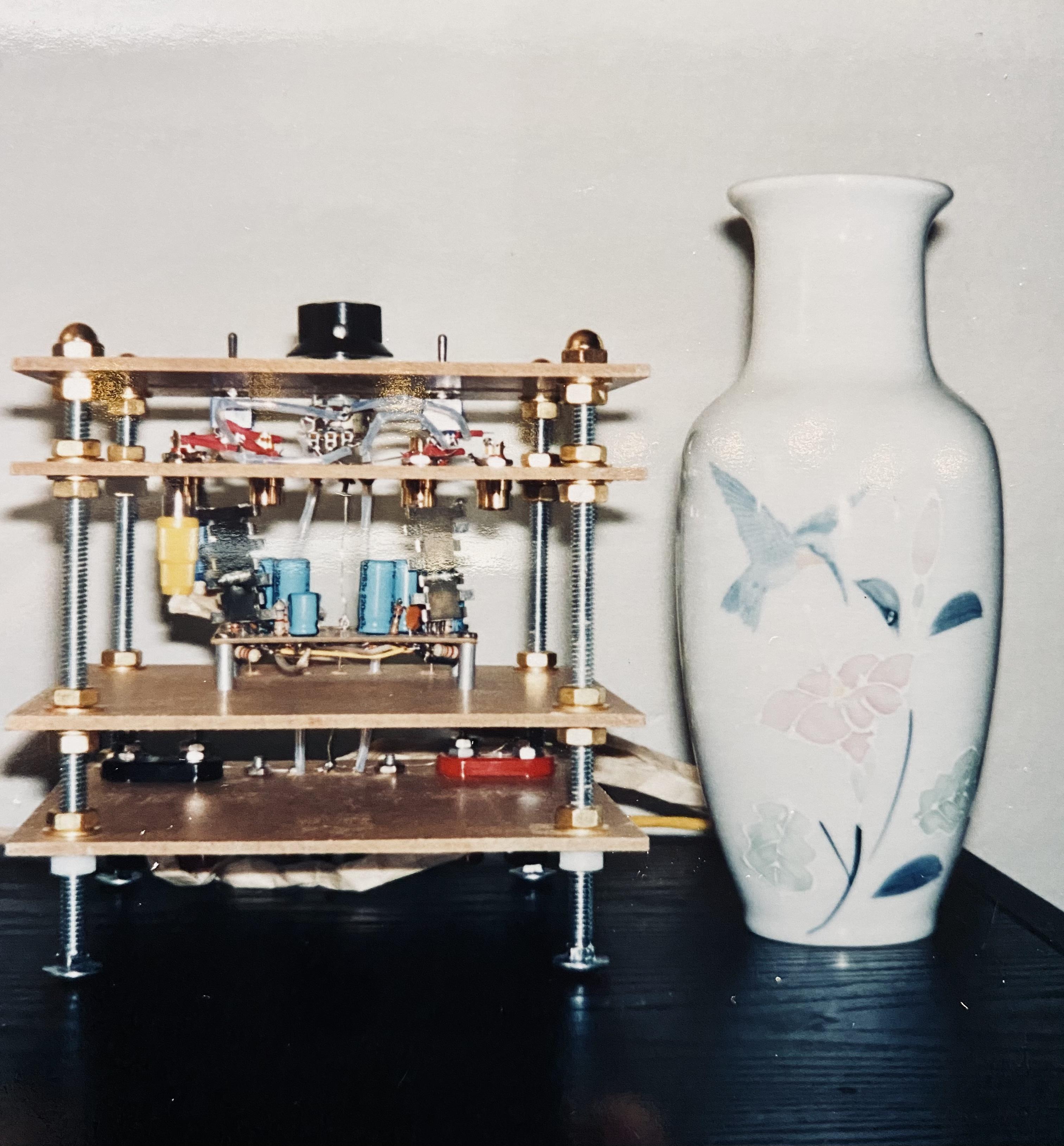
Le premier gainclone

« Gainclone » est un terme anglophone généralement utilisé pour décrire un amplificateur audio DIY. Le schéma de l'amplificateur est basé sur un circuit intégré de forte puissance (le LM3875 en général). Ce concept a été popularisé par l'amplificateur « Gaincard ».